# Peppermint (drag queen)
Pour les articles homonymes, voir Peppermint.
Agnes Moore, connue sous son nom de scène Peppermint ou Miss Peppermint, est une actrice, chanteuse, personnalité de la télévision, drag queen et activiste américaine. Elle est surtout connue comme une personnalité importante de la vie nocturne de New York et pour sa participation à la neuvième saison de RuPaul's Drag Race.

## Carrière

### Débuts
Peppermint commence à se produire lors des soirées Kurfew de la discothèque Tunnel à New York, pour finalement devenir une membre incontournable de la vie nocturne de la ville. Elle fait ses débuts musicaux en 2005 pour la mixtape de Jonny McGovern (en) appelée Jonny McGovern Presents: This is NYC, Bitch! The East Village Mixtape. Elle contribue aussi à la chanson « Servin 'It Up », qui est produite par Adam Joseph (en). La chanson devient ensuite le single de Peppermint en 2006.
Peppermint participe à la Web-série Queens of Drag:NYC de gay.com (en) en 2010. Bianca Del Rio, Dallas DuBois (en), Hedda Lettuce (en), Lady Bunny, Mimi Imfurst (en) et Sherry Vine ont aussi participé à la série,. Elle apparaît également comme une version drag de Tyra Banks dans la saison 14 épisode 5 de America's Next Top Model, intitulé « Smile and Pose », présentant un défilé inspiré des drag-queen à Lucky Chengs à New York.
En 2011, Sherry Vine et Peppermint sortent une parodie de la chanson de Lady Gaga et Beyoncé, Telephone, intitulée Make Me Moan. Après le succès viral de la vidéo, Peppermint sort d'autres chansons parodiques, notamment une sur 212 d'Azealia Banks, intitulée 21/12. Sa chanson If I Steal Your Boyfriend est utilisée dans le film Eating Out 5: The Open Weekend en 2011.

### RuPaul's Drag Race
Le 2 février 2017, Peppermint est annoncée comme l'une des quatorze participantes à la neuvième saison de RuPaul's Drag Race. Elle est une candidate populaire et remporte le Roast Challenge dans l'épisode 8. Elle se classe dans les deux dernières places sur deux défis, battant ses adversaires lors de lip sync sur Music de Madonna puis Macho Man des Village People, remportant les deux. Ses performances lors des lip sync sont appréciées et lui valent le surnom de « Lip Sync Assassin ».
En fin de compte, elle termine à la deuxième place derrière Sasha Velour, après qu'elles se sont affrontées sur un hit de Whitney Houston, It's Not Right but It's Okay.

### Head Over Heels
Peppermint fait ses débuts à Broadway dans la comédie musicale inspirée des chansons des Go-Go's, Head Over Heels (musical) (en). L'intrigue du spectacle est quelque peu basée sur The Countess of Pembroke's Arcadia (en) écrite par Sir Philip Sidney au XVIe siècle. Le spectacle débute le 23 juin 2018 et ouvre officiellement ses portes le 26 juillet 2018 au Hudson Theatre ; jouant le rôle de Pythio, Peppermint devient la première femme trans à incarner un rôle principal sur scène à Broadway.

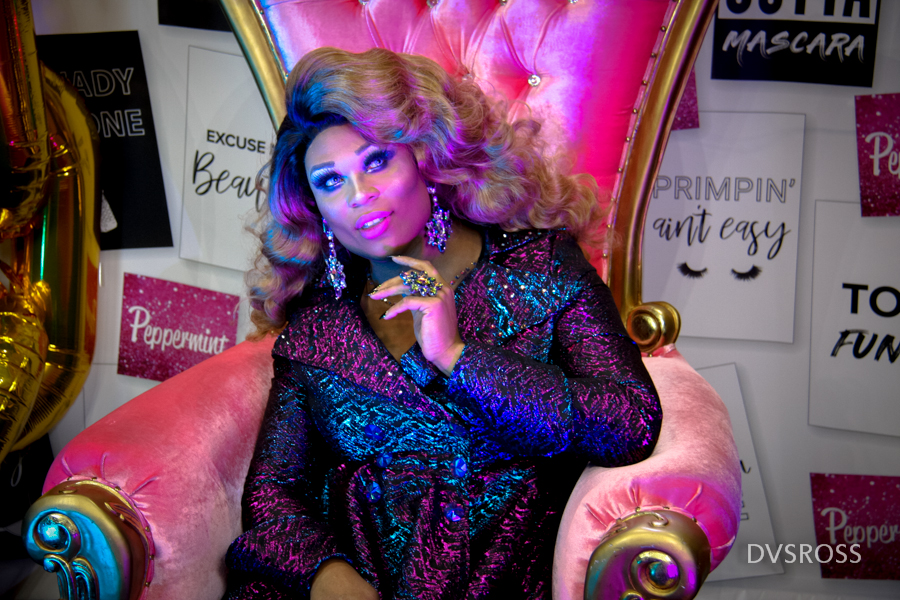
Peppermint à la RuPaul's Dragcon en 2018.

Écrivant pour Deadline, Greg Evans résume son impression que la comédie musicale est « parfois amusante, parfois écœurante », exprimant sa déception devant le fait que de nombreuses chansons populaires des Go-Go's semblent avoir perdu de leur saveur lors de la mise en scène. Dans Entertainment Weekly, Kelly Connolly critique la pièce plus favorablement, louant « la distribution charismatique » et la « production joyeuse » de Michael Mayer ; elle lui donne la note globale A-.
Le critique du critique du New York Times, Ben Brantley attire les critiques du public sur le caractère transphobe et la mauvaise interprétation par celui-ci, du personnage de Peppermint,,. Le Times édite ensuite l'édition du magazine et Brantley présente ses excuses, expliquant qu’il a essayé de « refléter le ton léger de la série ».
Head Over Heels se termine le 6 janvier 2019, après six mois.

## Vie privée
Peppermint est une femme trans,,. Bien que d'autres femmes transgenres aient participé à RuPaul's Drag Race, elle est la première à faire son coming-out avant la diffusion de l'émission après sa sortie en 2012. Peppermint, lors de son passage dans l'émission, révèle que lorsqu'elle était pom-pom girl, elle a été battue par un membre masculin de l'équipe de basket-ball de son lycée.

## Discographie

### Albums studio
| Titre            | Détails                                                                           |
| ---------------- | --------------------------------------------------------------------------------- |
| Hardcore Glamour | - Sortie : 16 septembre 2009 - Label : auto-publié - Formats : CD, téléchargement |

### EP
| Titre          | Détails                                                                      |
| -------------- | ---------------------------------------------------------------------------- |
| Sugar & Spiked | - Sortie : 3 avril 2017 - Label : auto-publié - Formats : CD, téléchargement |
| Black Pepper   | - Sortie : 21 juin 2017 - Label : auto-publié - Formats : téléchargement     |

### Simple
| Chanson                                                                  | Année | Album            |
| ------------------------------------------------------------------------ | ----- | ---------------- |
| "Servin 'It Up" (avec Cazwell)                                           | 2006  | Hardcore Glamour |
| "Thought Ya' Knew"                                                       | 2007  | Hardcore Glamour |
| "Dolla in My Titty (Part 1)"                                             | 2013  | single           |
| "CLAT" (avec Aja, Alexis Michelle et Sasha Velour avec DJ Mitch Ferrino) | 2017  | single           |
| "Civil War"                                                              | 2017  | Poivre noir      |
| "Too funky" (avec Ari Gold)                                              | 2017  | Poivre noir      |
| "Vision of Nowness (Remix)"                                              |       | single           |

### Autres apparitions
| Chanson                      | Année | Artiste(s)                                                                          | Album                                                                    |
| ---------------------------- | ----- | ----------------------------------------------------------------------------------- | ------------------------------------------------------------------------ |
| "Thirsty"                    | 2017  | Adam Joseph                                                                         | single                                                                   |
| "We Three Queens"            | 2017  | Manila Luzon et Alaska Thunderfuck                                                  | Christmas Queens 3                                                       |
| "What Child Is This"         | 2017  | Thorgy Thor                                                                         | Christmas Queens 3                                                       |
| "Blend"                      | 2018  | Cazwell & Craig C.                                                                  | Blend                                                                    |
| "I'm Turning It"             | 2018  | Cazwell & Craig C.                                                                  | Blend                                                                    |
| "Harlem Cleopatra"           | 2018  | Cazwell & Craig C.                                                                  | Blend                                                                    |
| "Category is..."             | 2018  | RuPaul, Sasha Velour, Shea Coulee et Trinity Taylor                                 | single                                                                   |
| "R U Mad"                    | 2018  | Michael Blume & Shea Coulee                                                         | Cynicism a Sincerity                                                     |
| "Pretty Girl Anthem"         | 2018  | Jiggly Caliente                                                                     | Processus THOT                                                           |
| "Vision of Nowness"          | 2018  | Casting original à Broadway de "Head Over Heels"                                    | Head Over Heels (enregistrement original de la distribution de Broadway) |
| "Heaven Is a Place on Earth" | 2018  | Rachel York, Jeremy Kushnier et le casting original de "Head Over Heels" à Broadway | Head Over Heels (enregistrement original de la distribution de Broadway) |

### Vidéos musicales
| Chanson                                                                       | Année | Réalisateur           |
| ----------------------------------------------------------------------------- | ----- | --------------------- |
| "Servin 'It Up" (avec Cazwell)                                                | 2006  | N / A                 |
| "Thought Ya' Knew"                                                            | 2008  | N / A                 |
| "Working Girl"                                                                | 2009  | N / A                 |
| "Excuse My Beauty"                                                            | 2010  | Brendan Kyle Cochrane |
| "Let You Have It"                                                             | 2010  | Karl Giant            |
| "Fresh" (avec Adam Joseph et Cazwell)                                         | 2011  | N / A                 |
| "Dolla in My Titty"                                                           | 2014  | N / A                 |
| "Too Funky" (avec Ari Gold et le casting de Drag Race, la saison 9 de RuPaul) | 2017  | Marsin                |
| "Civil Wat"                                                                   | 2017  | Mikhail Torich        |
| "Vision of Nowness"                                                           | 2019  | Tyler Stone           |

### Clips parodiques
| Chanson                                          | Année | Réalisateur       |
| ------------------------------------------------ | ----- | ----------------- |
| "Make Me Moan" (avec Sherry Vine)                | 2010  | Blake Martin      |
| "JLo Papi" (avec Sherry Vine)                    | 2012  | Francis Von Legge |
| "3D End of Time"                                 | 2012  | N / A             |
| "21/12"                                          | 2012  | Francis Von Legge |
| "Epic Broadway Medley Parody" (avec Sherry Vine) | 2017  | N / A             |

## Filmographie

### Film
| Année | Titre                       | Rôle      | Remarques                                        |
| ----- | --------------------------- | --------- | ------------------------------------------------ |
| 2005  | Beyong the Ladies Room Door | Elle-même | Court métrage                                    |
| 2006  | Fur                         |           |                                                  |
| 2011  | Finding Home                | Elle-même |                                                  |
| 2019  | Ru's Angels                 | Elle-même | Court-métrage promotionnel pour Charlie's Angels |
| 2022  | Fire Island                 |           |                                                  |

### Télévision
| Année | Titre                    | Rôle                 | Remarques                                           |
| ----- | ------------------------ | -------------------- | --------------------------------------------------- |
| 2007  | Les Experts : Manhattan  | Travailleuse du sexe | Saison 3, épisode 14 : "Le jeu couché"              |
| 2009  | The Real World: Brooklyn | Elle-même            | Épisode 2 : "Les hauts et les bas de Brooklyn"      |
| 2010  | America's Next Top Model | Tyra Banks           | Saison 14, épisode 5 : "Sourire et poser"           |
| 2010  | Ugly Betty               |                      | Saison 4, épisode 13 : " Chica et l'homme "         |
| 2010  | The A-List: New York     | Elle-même            | Saison 1, épisode 6 : "Texter et pleurer"           |
| 2012  | She's Living for This    | Elle-même            | Saison 1, épisode 2 : "The Peppermint Episode"      |
| 2016  | The Dauily Show          | Elle-même            | Saison 21, épisode 86 : "6 avril — Angélica Ross" , |
| 2017  | RuPaul's Drag Race       | Elle-même            | Saison 9 - Finaliste                                |
| 2018  | Saturday Night Live      | Drag Queen           | Guest ; Épisode : “Steve Carell / Ella Mai”         |

### Web série
| Année | Titre               | Rôle      | Remarques           |
| ----- | ------------------- | --------- | ------------------- |
| 2010  | Queens of Drag: NYC | Elle-même | Produit par gay.com |
| 2017  | Untucked            | Elle-même |                     |
| 2018  | Drag Babies         | Elle-même | Drag Mentor         |

### Apparitions
| Année | Chanson                                        | Réalisateur    |
| ----- | ---------------------------------------------- | -------------- |
| 2008  | "When We Get Together" (The Unes)              | Karl Giant     |
| 2013  | "Christmas on the Dance Floor" (Greg Scarnici) | Greg Scarnici  |
| 2017  | "CLAT"                                         | Assaasd Yacoub |
| 2017  | "Faces" (Mila Jam)                             | Frank Boccia   |

## Voir également
- Drag queen